# ابر پوشن‌کومه‌ای

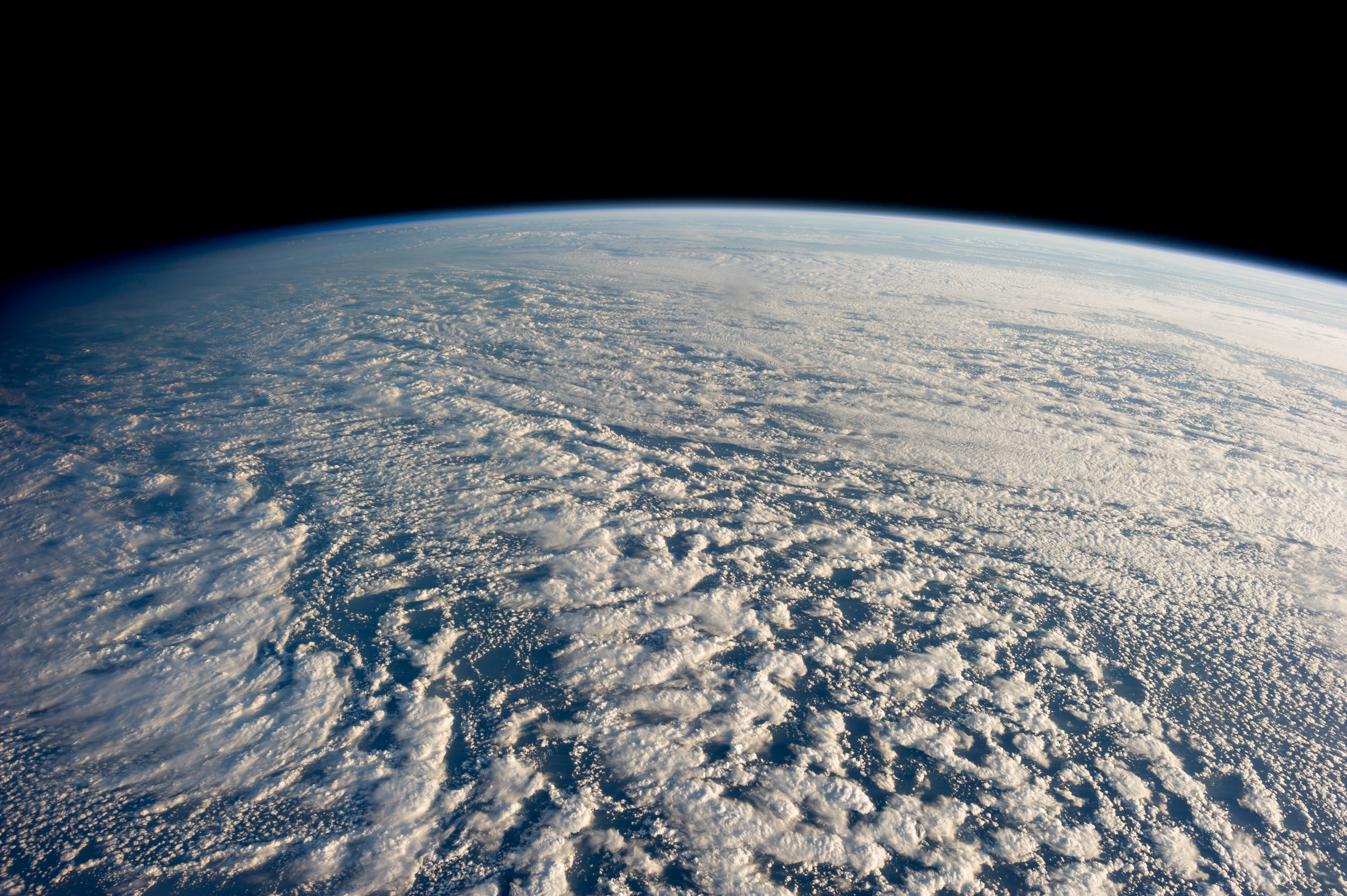
ابرهای استراتوکومولوس (پوشن‌کومه‌ای) بر فراز اقیانوس آرام

پوشَن‌کومه‌ای یا استراتوکومولوس (stratocumulus) از انواع ابر است. این نوع ابر تکه یا برگه یا لایهٔ ابر تقریباً سفید یا خاکستری، یا سفید و خاکستری است، که همواره دارای بخش‌های تیره و آرایش مشبک و توده‌ای گرد است و امکان دارد در هم فرورفته باشد یا نرفته باشد؛ بیشتر اجزای کوچک منظم آن قطر ظاهری بیش از پنج درجه دارند.
این ابرها دارای رنگی تیره یا سفید متمایل به خاکستری بوده معمولاً به صورت دسته یا خطوط یا توده‌های کروی مانند بزرگ و امواج کروی از ابرهای خاکستری با فواصل و شکاف‌های روشن تشکیل می‌گردد. این ابرها اغلب بیشتر آسمان را پوشانده و بارندگی آن به صورت ریزدانه بود و در نتیجه فاقد شرایط بارندگی‌های رگباری است.
ابری که از ابر پوشن‌کومه‌ای زاده شده باشد را پوشن‌کومه‌ای‌زاد stratocumulogenitus و ابری که از تحول درونی ابر پوشن‌کومه‌ای به وجود آید را پوشن‌کومه‌ای‌گشت stratocumulomutatus می‌گویند.

## ریشه‌شناسی
پسوند ن در پایان واژه پوشَن همان است که در پایان واژگان سوزن، هاون، نهنبن، انجمن، روزن، میهن، پرویزن، چمن و واژه نوساخته تاون نیز دیده می‌شود و پسوندی است که با آن اسم و بویژه اسم ابزار می‌سازند.